# Remigijus Valiulis
Remigijus Valiulis (in russo Ремигиюс Витауто Валюлис?; Šilutė, 20 settembre 1958 – 19 luglio 2023) è stato un velocista sovietico, specializzato nei 400 metri piani.

## Biografia
Nel 1980, rappresentando l'Unione Sovietica, è stato campione olimpico della staffetta 4×400 metri.

## Palmarès
| Anno | Manifestazione  | Sede         | Evento      | Risultato | Prestazione | Note |
| ---- | --------------- | ------------ | ----------- | --------- | ----------- | ---- |
| 1980 | Europei indoor  | Sindelfingen | 400 m piani | Bronzo    | 46"75       |      |
| 1980 | Giochi olimpici | Mosca        | 4×400 m     | Oro       | 3'01"1      |      |